# Muziekinstrumentenmuseum (Poznań)
Muziekinstrumentenmuseum Poznań (Pools: Muzeum Instrumentów Muzycznych w Poznaniu) is een museum in de Poolse stad Poznań dat gewijd is aan de geschiedenis van muziekinstrumenten. Het is een onderdeel van het Pools Nationaal Museum in Poznań en het grootste muziekmuseum van Polen.

## Oorsprong en locatie
Het museum werd opgericht in 1945 door Zdzislaw Szulc, die tevens de eerste conservator was. De eerste publieke tentoonstelling vond echter pas plaats in 1949. Het bevindt zich tegenwoordig (gegevens 2017) aan de Stary Rynek (Oude Markt) in drie monumentale panden met in totaal negentien zalen. Elke zaal heeft een eigen thema, zoals de Fryderyk Chopin-zaal.

## Collectie
in de uitgebreide collectie bevinden zich onder andere de volgende items:
- Een keramische rammelaar uit de Lausitzcultuur (ca.3000 jaar oud)
- Een klavecimbel uit de eerste helft van de achttiende eeuw.
- Een harp uit 1788 gebouwd door Jean Henri Naderman
- De piano, waarop Fryderyk Chopin speelde toen hij in het paleis was van Antoni Henryk Radziwiłł in Antonin.

De collectie is opgebouwd in vier onderdelen:
- Europese professionele instrumenten,
- Europese folk-instrumenten,
- Niet-Europese instrumenten,
- Overige muziek relateerde zaken.

## Foto's

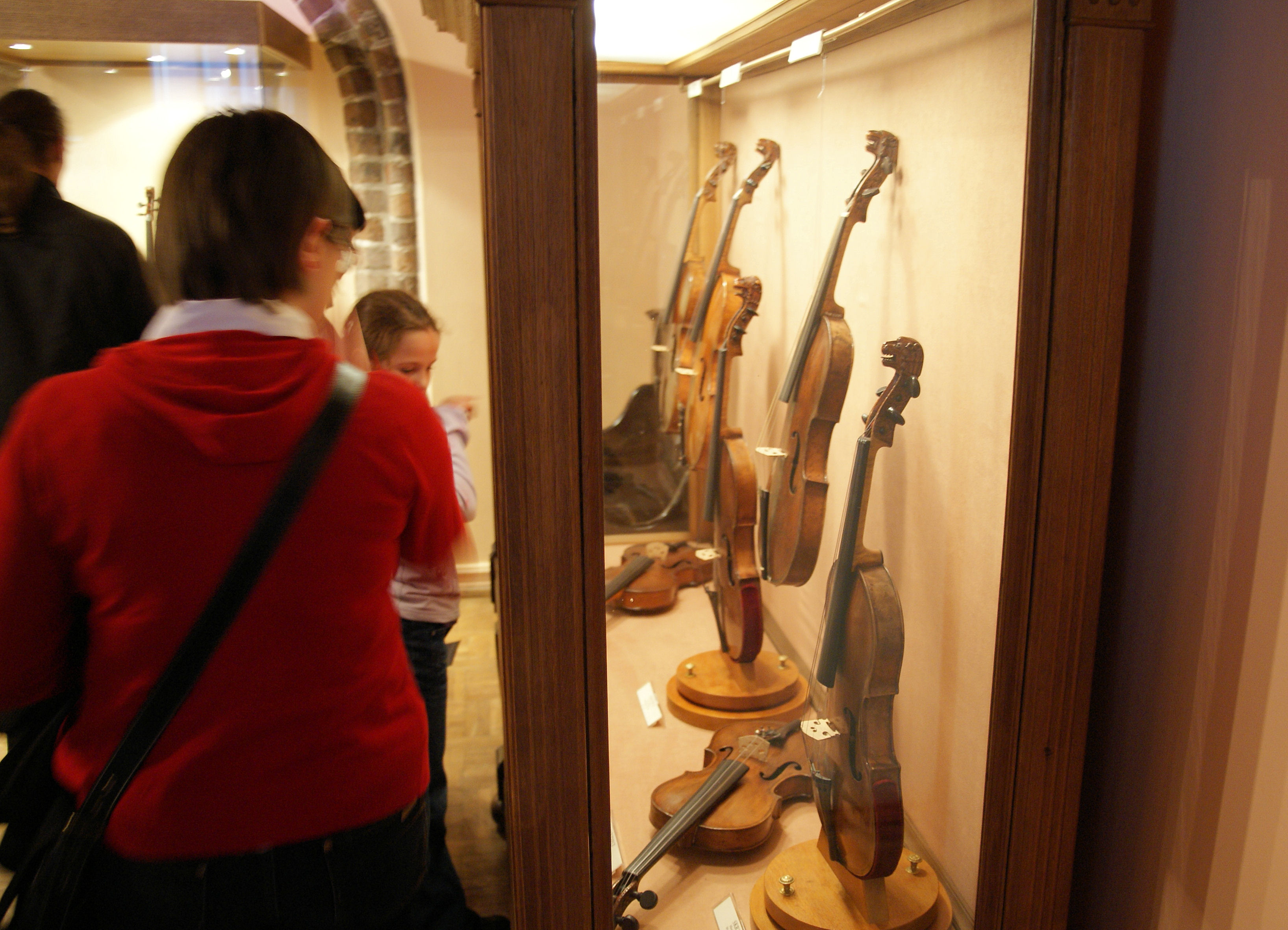
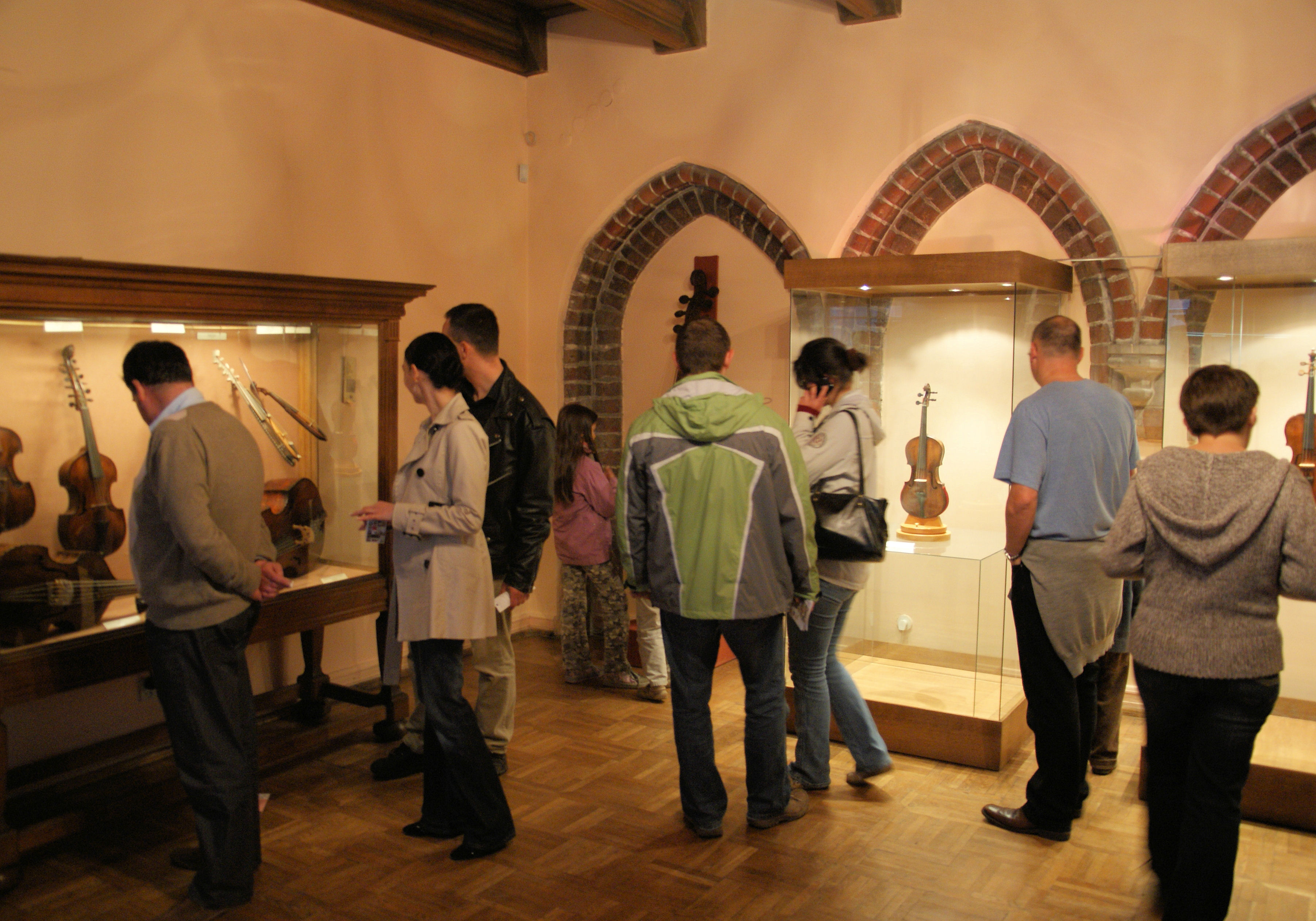
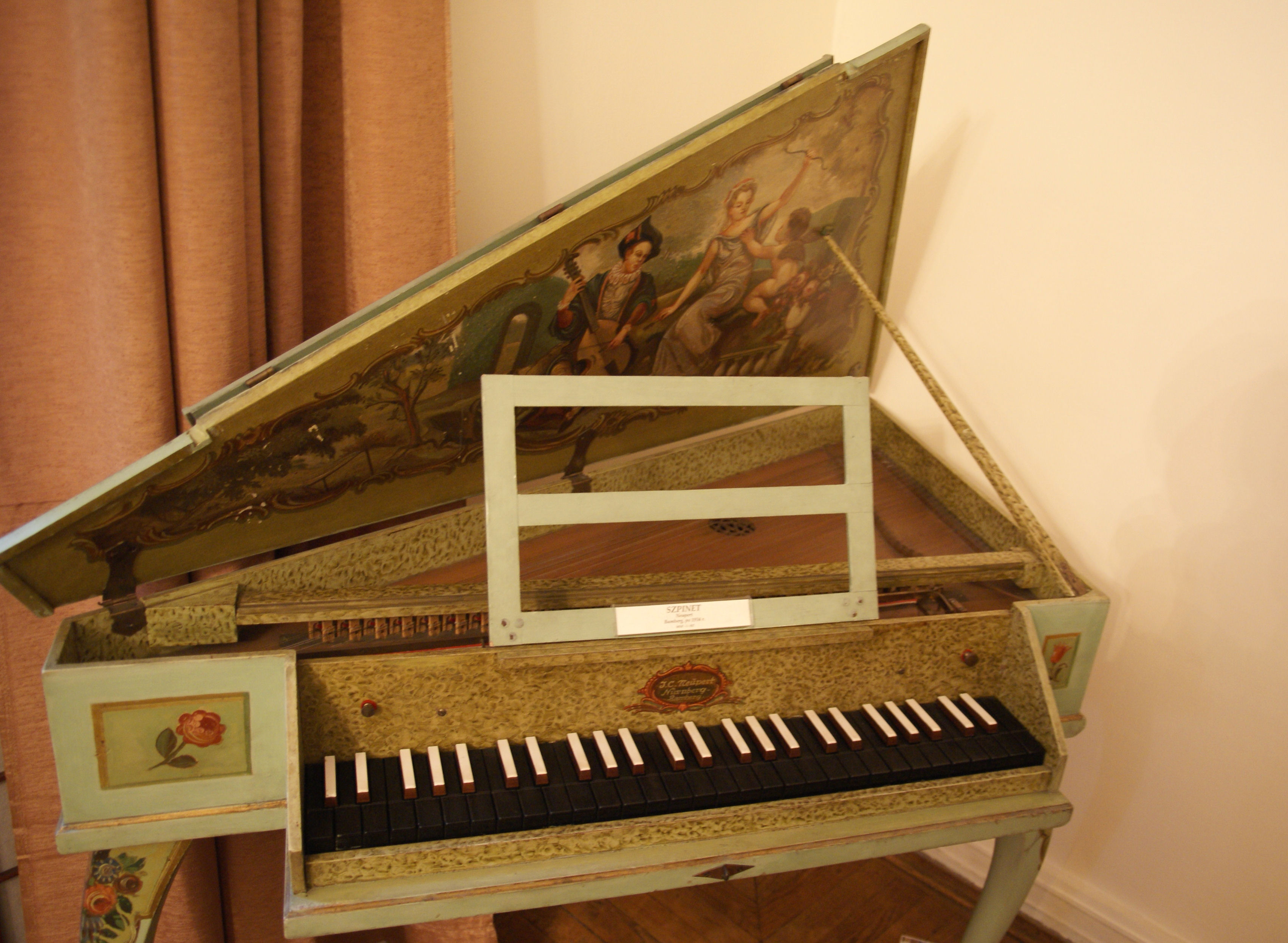